# Toyin Raji
Toyin Raji (Lagos, novembre 1972) è una modella e attrice nigeriana, vincitrice del concorso di bellezza Most Beautiful Girl in Nigeria nel 1995.
Ha in seguito rappresentato la Nigeria a Miss Universo 1995, trasmesso dal vivo da Windhoek, Namibia il 12 maggio 1995, non riuscendo ad accedere alle semifinali del concorso per una manciata di punti rispetto alla decima classificata, Augustine Masilela del Sudafrica. In ogni caso, Toyin Raji ha ricevuto il titolo di Miss Congeniality.
Pochi mesi più tardi, la Raji ha partecipato a Miss Mondo 1995, svolto a Sun City, in Sudafrica il 18 novembre 1995, ed anche in questa occasione pur non ottenendo alcun piazzamento, ha ricevuto il titolo di Miss Personality.
Dopo l'esperienza nei concorsi, Toyin Raji è apparsa in numerosi film di Nollywood, e si è trasferita a vivere a Houston, in Texas, col figlio.